# Ferrocarril de Península Valdés
| Krauss 0-4-0T Lokomotive mit Güterzug bei Puerto Pirámides |                     |                    |                    |
| |                     |                    |                    |
| Salz-Zug im Bahnhof Salinas Grandes |                     |                    |                    |
| Streckenverlauf |                     |                    |                    |
| Spurweite: | 762 mm (Schmalspur) |                    |                    |
| |                     |                    |                    |
| \| \| 0 \| Puerto Pirámides \| Puerto Pirámides \| \| \| 11 \| Haltestelle \| Haltestelle \| \| \| 22 \| Haltestelle \| Haltestelle \| \| \| \| Provinzstraße N° 2 \| \| \| \| 32 \| Salinas Grandes \| Salinas Grandes \| |                     |                    |                    |
| Kopfbahnhof Streckenanfang (Strecke außer Betrieb) | 0                   | Puerto Pirámides   | Puerto Pirámides   |
| Haltepunkt / Haltestelle (Strecke außer Betrieb) | 11                  | Haltestelle        | Haltestelle        |
| Haltepunkt / Haltestelle (Strecke außer Betrieb) | 22                  | Haltestelle        | Haltestelle        |
| Bahnübergang (Strecke außer Betrieb) |                     | Provinzstraße N° 2 | Provinzstraße N° 2 |
| Kopfbahnhof Streckenende (Strecke außer Betrieb) | 32                  | Salinas Grandes    | Salinas Grandes    |

Die Ferrocarril de Península Valdés (Halbinselbahn Valdés) war eine 1901–1920 betriebene 32 km lange Schmalspur-Privateisenbahn der Firma Ferro y Piaggio  mit einer Spurweite von 2 Fuß 6 Zoll (762 mm) für den Güter- und Personenverkehr zwischen der Stadt Puerto Pirámides und den Salinas Grandes in der Provinz Chubut von Argentinien.

## Geschichte
Die Halbinsel Valdés wurde von den Spaniern Juan de la Piedra und Francisco de Viedma entdeckt und besiedelt. Auf der Suche nach Trinkwasser fanden sie die Salzebenen. Der italienische Siedler Anonio Munno, der 1885 beim Bau der Ferrocarril Central del Chubut nach Puerto Madryn gekommen war, erhielt als erster ein Lizenz zum Salzabbau. Nachdem das Land 1892 vermessen worden war, begann er das Salz der Salzseen abzubauen. Es wurde in Säcken zum Hafen von San José getragen, von wo es nach Bahía Blanca, Buenos Aires oder Montevideo verschifft wurde.
Munno schloss sich 1898 mit Ernesto Piaggio und den Brüdern Alejandro und José Ferro zusammen, um das Salz effektiver abbauen zu können. Wegen seiner günstigeren Eigenschaften als Naturhafen, wählten sie Puerto Pirámides als Verladehafen. Im Juli 1900, vergab der  Argentinische Nationalkongress Piaggio eine Konzession, eine 34 km lange Schmalspurbahnstrecke von Puerto Pirámides zu den Salinas Grandes genannten Salzseen zu bauen. Die Konzession aufgrund des Gesetzes N° 3.898 stellte klar, dass die Strecke keine staatlichen Zuschüsse oder Bürgschaften erhalte und verpflichtete Piaggio den Bau innerhalb von 2 Monaten nach dem Erhalt der Genehmigung zu beginnen und innerhalb eines Jahres fertigzustellen. Die Baumaterialien konnten für einen Zeitraum von 20 Jahren zollfrei importiert werden. Telegraphen- und Telefonleitungen sollten in den ersten Jahren zwischen den Haltestellen verlegt werden.
Bau

Der Ingenieur Belcridi wurde als Vermesser und Projektleiter angestellt. Ein großes Camp wurde für die Bauarbeiter und deren Familien erbaut. Zuerst wurden die Gleise verlegt und danach die Gebäude errichtet. Ein Hotel, ein Bürogebäude, ein Brennstofflager, eine Werkstatt und eine Lagerhalle zum Lagern der Gleise wurden errichtet sowie ein Postamt und Wohnhäuser für die Lokomotivführer und andere Mitarbeiter.
Die Strecke wurde im Juni 1901 eröffnet und an die Salzgewinnungsfirma Ferro y Piaggio übergeben, die Piaggio und den Gebrüdern Ferro gehörte, an der Munno aber einen Anteil hatte. Außer dem Betrieb der Bahnstrecke hielten Ferro y Piaggio die Konzession für 15.000 Hektar in Salinas Grandes, deren Produktionsvolumen 12.000 t betrug. Bis 1902 transportierte die Bahn 2300 Tonnen Güter, bot aber keinen Personenverkehr an. Piaggio beantragte eine Konzession für eine Bahnstrecke von den Salzseen zu einem anderen Hafen am Golf von San José. Sie wurde zwar erteilt, aber ihr Bau wurde nicht begonnen.
Wegen der Eisenbahnstrecke kamen viele Leute in die Region, die dort ihre Geschäfte und Betriebe errichteten. Daraufhin wurde die Stadt Puerto Pirámides von den Siedlern gegründet, weil dort die Baumaterialien für den Streckenbau angelandet wurden. Die Wellblechhütten wurden als fragil beschrieben.

## Schienenfahrzeuge
Lokomotiven

Die Bahngesellschaft besaß fünf Dampflokomotiven:
- Eine 0-4-0T Krauss 2249 von 1890
- Eine 0-6-0 Jung 451 von 1900
- Drei 0-6-0 Orenstein & Koppel[1]

Wagen

Es gab drei Güterwagen und einem Personenwagen. Eine Fuhrparkliste von 1903 listet 30 Wagen und eine Caboose.

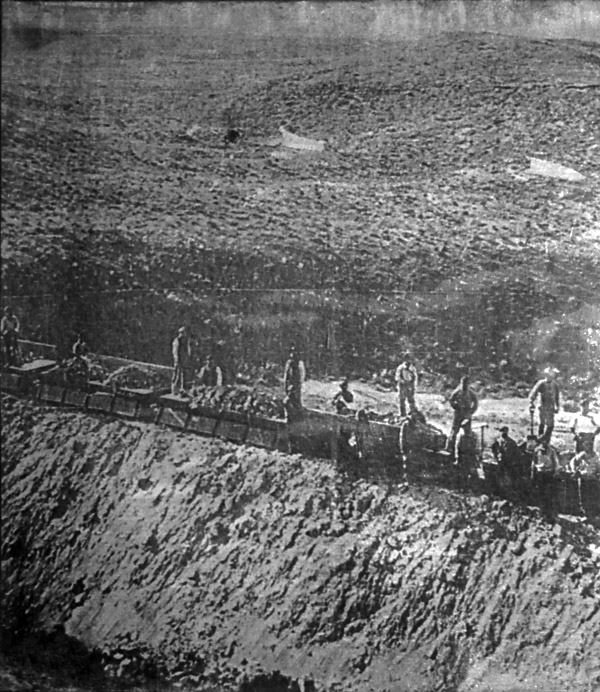
Beladene Güterwagen
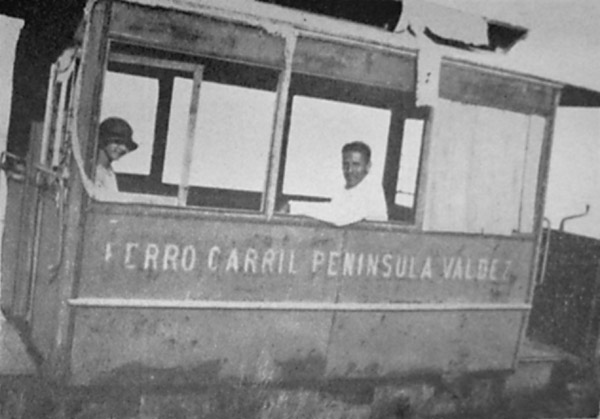
Personenwagen
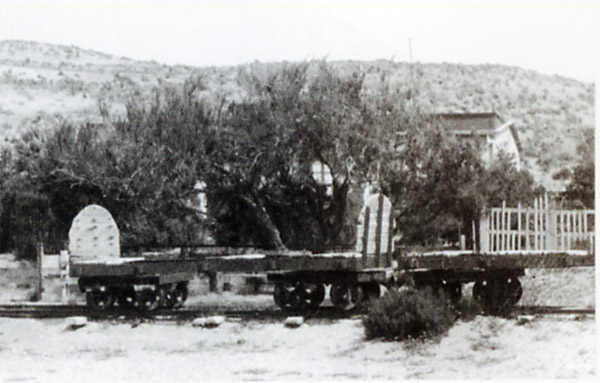
Flachwagen

## Niedergang und Schließung
Nach dem Ersten Weltkrieg ließ der Bedarf an Salz zum Konservieren von Lebensmitteln nach, weil vermehrt Kühlschränke eingesetzt wurden, so dass sich die Umsätze verringerten. Viele Einwohner verließen aufgrund der Wirtschaftskrise Puerto Pirámides.
Creditoren übernahmen die Schulden von Piaggio y Cía und gründeten die Empresa Salinera Argentina, an der die Banco de la Nación Argentina, W. Cooper y Cía. und die Versicherungsgesellschaft La Italia beteiligt waren. Dessen ungeachtet wurde die Empresa Salinera Argentina 1916 aufgelöst.
Alle Vermögenswerte des Unternehmens wurden vom Unternehmer Alejandro Ferro erworben, aber das Fehlen von Dokumenten oder Titeln, die seine Rechte über die Bahnstrecke nachwiesen, führte 1920 zur Stilllegung der Eisenbahn. Die Regierung von Chubut enteignete die Bahngesellschaft 1958. Ein Bericht des Handelsministeriums der Vereinigten Staaten enthüllte, dass die Eisenbahnlinie seit 1916 Verluste erzielt habe, obwohl es bereits 1904 finanzielle Probleme gegeben hatte. Laut dem Bericht war die Salzgewinnung eingestellt worden, bevor Ferro die Firma erwarb. Die Einwohnerzahlen von Puerto Pirámides sanken bis in die 1970er Jahre, als die Tourismusindustrie die Stadt wiederbelebte.

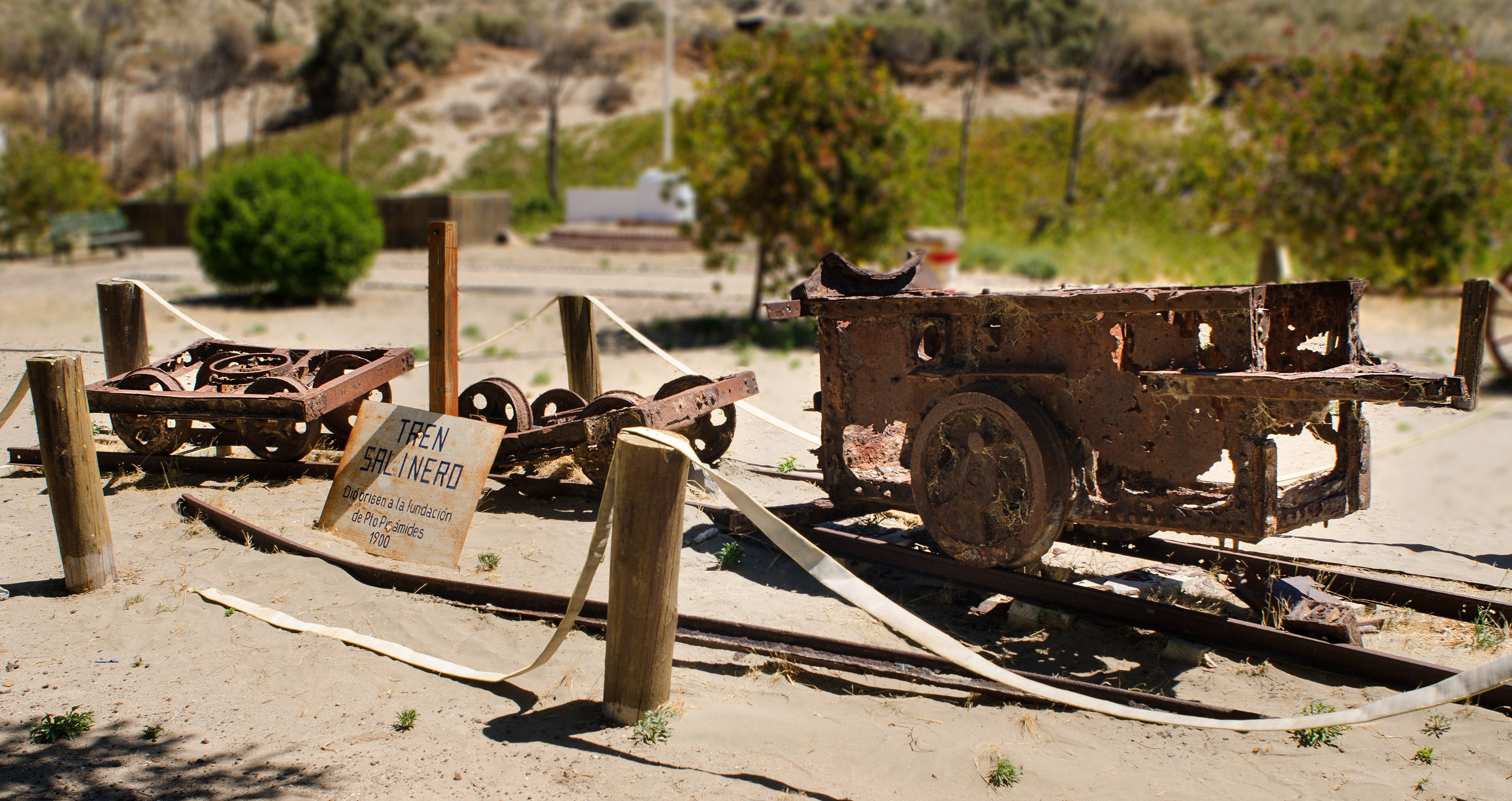
In Puerto Pirámides ausgestellte Überreste von Güterwagen, 2014

Einige Jahre nach der Schließung der Strecke wurden Gleisanlagen entfernt und die Schienenfahrzeuge versteigert oder als Schrott verkauft. Die wenigen Reste von Wagen werden derzeit im Península Valdés Museum und einem Park in Puerto Pirámides ausgestellt.